# Konstantin Valeryevich Morozov
Konstantin Valeryevich Morozov (tiếng Nga: Константин Валерьевич Морозов; sinh 13 tháng 5 năm 1992) là một cầu thủ bóng đá Nga.